# Vasif Haqverdiyev
Vasif Haqverdiyev (ur. 15 października 1978 w Baku) – azerski piłkarz grający na pozycji obrońcy, od 2010 roku występujący w FK Gəncə. W reprezentacji Azerbejdżanu zadebiutował w 2005 roku. Do tej pory rozegrał w niej dwa mecze (stan na 20.12.2011)